# Natalia Poluakan
Natalia Christine Poluakan (* 19. Dezember 1985) ist eine indonesische Badmintonspielerin.

## Karriere
Natalia Poluakan gewann 2007 die Vietnam Open im Damendoppel mit Yulianti CJ. Zwei Jahre zuvor hatte sie bereits Bronze bei der Asienmeisterschaft im Doppel mit Lita Nurlita gewonnen. 2004 gewann sie die Damendoppelkonkurrenz bei PON XVI mit Liliyana Natsir, 2008 bei PON XVII mit Greysia Polii.

## Sportliche Erfolge
| Saison | Veranstaltung      | Disziplin   | Platz | Name                              |
| ------ | ------------------ | ----------- | ----- | --------------------------------- |
| 2004   | PON XVI            | Damendoppel | 1     | Natalia Poluakan / Lilyana Natsir |
| 2005   | Asienmeisterschaft | Damendoppel | 3     | Natalia Poluakan / Lita Nurlita   |
| 2007   | Vietnam Open       | Damendoppel | 1     | Nathalia Poluakan / Yulianti CJ   |
| 2008   | PON XVII           | Damendoppel | 1     | Natalia Poluakan / Greysia Polii  |